# Кон-Винер, Эрнст
Эрнст Кон-Винер (нем. Ernst Cohn-Wiener; 25 декабря 1882, Тильзит — 13 апреля 1941, Нью-Йорк) — немецкий историк искусства.

## Биография
Кон-Винер родился в восточно-прусском городе Тильзите в еврейской семье. Посещал среднюю школу в Бромберге, которую окончил в 1902 году. Изучал историю искусств в Берлине и Гейдельбергском университете (окончил его в 1907 году).
В 1907 году получил степень кандидата наук и впоследствии до 1933 года преподавал в Университете Фридриха Вильгельма в Берлине. В 1921 году женился на Еве Маргарет Браш.
В 1933 году, после прихода в Германии к власти нацистов, Кон-Винеру вместе с женой пришлось эмигрировать. Сначала он уехал в Англию, а в 1934 году — в Индию, где работал в художественном музее Вадодара и опубликовал каталог музейного собрания европейской живописи. В 1939 году по состоянию здоровья он переехал в Соединённые Штаты Америки. Умер в 1941 году в Нью-Йорке в возрасте 59 лет.

## Метод
Особое значение для развития академической истории искусства имела его работа об эволюции стиля в изобразительном искусстве, изданная несколько раз в первой четверти XX века. Этот труд был переведен на несколько языков. Особое внимание Кон-Винер уделял искусству Центральной и Восточной Азии, искусству ислама и иудаизма.
В 1924 году Кон-Винер посетил СССР. Путешествовал по Средней Азии, изучал памятники культуры Самарканда и других городов. Фотографировал архитектурные сооружения Западного Туркестана, коллекция хранится в настоящее время в Британском музее. Его переписка с Морисом Лазерсоном находится в Библиотеке Винера (Лондон).
Главной своей задачей Кон-Винер ставил определение закономерностей смены одного стиля искусства другим с течением времени. Он пытался увидеть, как материальные и экономические условия жизни и их изменения оказывают решающее влияние на развитие стилей. Кон-Винер много занимался проблемами архитектуры и художественных ремесел, которые ярко отражают условия и стиль жизни определённой эпохи.

## Работы
- Кон-Винер Э. История стилей изящных искусств. — М., 1916.
- Die jüdische Kunst, 1929 (grundlegende Zusammenfassung, bes. für Altertum und Mittelalter).